# Draga pri Šentrupertu
Draga pri Šentrupertu – wieś w Słowenii, w gminie Šentrupert. W 2018 roku liczyła 135 mieszkańców.